# 2023年四川金阳山洪
2023年四川金阳山洪，也称四川凉山州金阳县“8·21”山洪灾害。截至8月30日上午，四川省召开新闻发布会称，灾害共造成4人遇难、48人失联。

## 背景
四川沿江高速也称宜宾—攀枝花高速公路，是G4216蓉丽高速公路的一部分。全长429公里，计划2025年通车。负责建设的蜀道集团是四川省属国有企业。

## 过程
8月21日凌晨，四川省凉山州金阳县受短时强降雨影响暴发山洪。位于金阳县芦稿林河下游，蜀道集团沿江高速JN1（金宁一）工地内的板房被冲毁。当时工地内有201人，149人脱险。工地内受灾的地点主要为项目部的钢筋加工场。

## 争议

### 施工企业瞒报
8月21日金阳发布称，“工地共有人员85人。截至21日13时30分，成功搜救79人，其余6人正在搜救中。”但和8月30日四川省发布会公布的信息严重不符。
8月28日，四川公安称JN1（金宁一）的项目部及劳务公司刘某等5人涉嫌“不报、谎报安全事故罪”，采取刑事拘留措施。
9月1日，四川省委称蜀道集团党委书记、董事长唐勇被停职检查。省政府成立进驻蜀道集团工作组。
9月3日，四川路桥建设集团发布公告称，公司副董事长、总经理陈良春及副总经理张建明，因涉嫌“不报、谎报安全事故罪”已被公安机关依法采取强制措施。
9月4日，四川路桥党委书记、董事长熊国斌，蜀道投资集团安全环保与应急管理部部长宋俊杰，四川沿江攀宁高速公路有限公司党委书记、董事长刘文均涉嫌严重违纪违法，接受四川省纪委监委纪律审查和监察调查。

### 避险转移不及时
中国气象报称灾前，根据天气预报和暴雨预警，已对JN1（金宁一）标段项目进行多次预警和调度，项目部安全负责人、值班人员等均确认反馈，但并未按照要求及时组织人员避险转移。